# Royal Mail (postbedrijf)
Royal Mail (Welsh: Post Brenhinol, Schots-Gaelisch: am Post Rìoghail) is een postbedrijf in het Verenigd Koninkrijk. Het bedrijf dat nu Royal Mail heet werd in 1516 gesticht en was tot 1969 het staatspostbedrijf. In 1969 werd de onderneming verzelfstandigd, met ingang van 2006 verloor Royal Mail het monopolie op de Britse postmarkt. In 2015 verkocht de Britse overheid haar laatste aandelen. In 2001 werd het bedrijf omgedoopt tot Consignia; deze naam bleek zodanig impopulair dat de wijziging reeds het volgende jaar ongedaan werd gemaakt.
Het bedrijf is een dochteronderneming van Royal Mail Group, exploiteert de merken Royal Mail (brieven) en Parcelforce Worldwide (pakketten). General Logistics Systems is een internationaal logistiek bedrijf, en een volledige dochteronderneming van Royal Mail Group.

## Geschiedenis

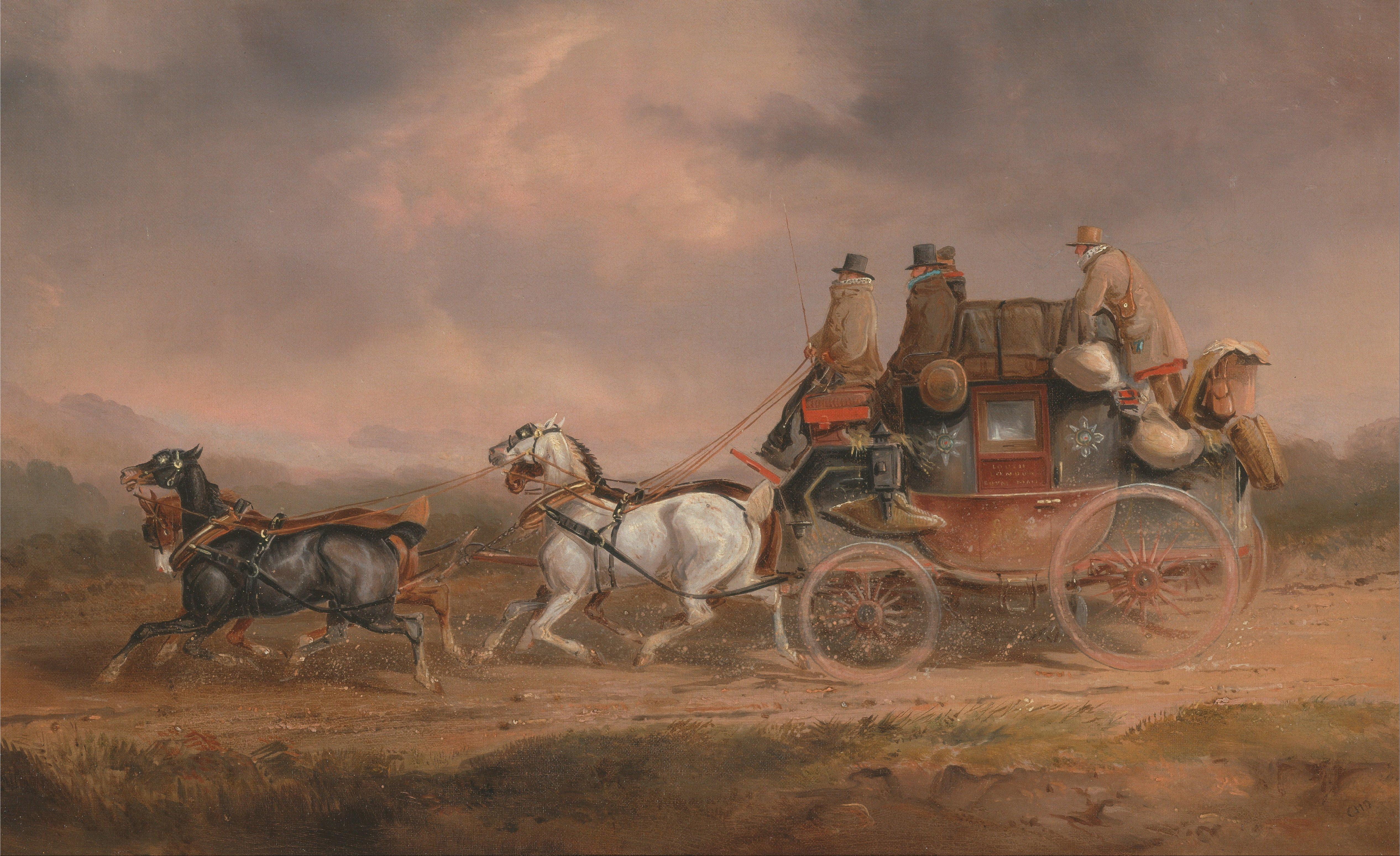
Postkoets

De geschiedenis van Royal Mail begint in 1516, toen koning Hendrik VIII van Engeland het ambt Master of the Posts (postmeester) in het leven riep.
Toen de koninkrijken Engeland en Schotland in 1603 verenigd werden, verplaatste koning Jacobus VI van Schotland, die nu ook Jacobus I van Engeland was, zijn hofhouding van Edinburgh naar Londen. Tussen beide steden werd een koninklijke postdienst (Engels: royal postal service) onderhouden. Koopman-politicus Thomas Witherings wist Jacobus' opvolger, Karel I, er in 1635 van te overtuigen de dienst uit te breiden en tegen betaling ook ter beschikking van particulieren te stellen. Het uitbaten van de dienst werd exclusief uitbesteed aan Witherings.
In 1640 ontnam het Britse parlement Witherings zijn monopolie en tijdens de Engelse Burgeroorlog en het (eerste) Engelse Gemenebest bedreef Edmund Prideaux, een vooraanstaand politicus en advocaat, de voor hemzelf bijzonder winstgevende parliamentary postal service. Om zijn monopolie te kunnen behouden verbeterde Prideaux de efficiëntie van de dienst. Ook gebruikte hij legale en illegale methoden om eventuele concurrentie moeilijk, zo niet onmogelijk te maken.
In 1653 werden alle voorgaande vergunningen voor postdiensten ingetrokken. John Manley kreeg een exclusief contract voor een nieuwe postdienst, die direct onder de regering van Oliver Cromwell viel. Hij kon daarbij gebruikmaken van de verbeteringen die tijdens de oorlog geïmplementeerd waren. In juli 1655 werd de dienst politiek direct onder John Thurloe geplaatst, een politicus die ook bekendstaat als Cromwells spymaster general. Voorgaande regeringen hadden vaak geprobeerd te voorkomen dat samenzweerders met elkaar konden communiceren, maar Thurloe gaf er de voorkeur aan hun post keurig te bezorgen – nadat hij deze eerst heimelijk zélf had gelezen.
Op 9 juni 1657 werd de Wet op de Postbezorging in Engeland, Schotland en Ierland (Act for settling the Postage in England, Scotland and Ireland) aangenomen. Hierdoor ontstond één postdienst voor het hele (tweede) Gemenebest. In 1661 werd de eerste Postmaster General aangewezen en post werd voortaan verzegeld.
In 1660, aan het begin van de Restauratie, werden alle wetten en verordeningen die sinds het begin van de burgeroorlog aangenomen werden, nietig verklaard. Datzelfde jaar richtte koning Karel II het General Post Office (GPO) op. Feitelijk werd de wet van 1657 nieuw leven ingeblazen.
Tussen 1719 en 1763 sloot Ralph Allen, de postmeester van Bath, een reeks contracten met het GPO met het doel het Britse postnetwerk verder te ontwikkelen. Hij regelde postkoetsen, die geleverd werden door de koetsenmakers Wilson & Company uit Londen en Williams & Company uit Bath. De eerste postkoetsen leken sterk op de koetsen die ook voor personenvervoer gebruikt werden, maar waren wel in de kleuren van de GPO geschilderd.
De eerste postkoetsdienst reed vanaf 1784 tussen Bristol en Londen. De eerste uniformen voor de postbezorgers deden hun intrede in 1793 en de Post Office Investigation Branch werd opgericht: de eerste gereguleerde misdaadonderzoeksdienst ter wereld. De eerste posttrein reed in 1830 op de Liverpool and Manchester Railway en in 1838 werd de postwissel geïntroduceerd.